# Marek Kondrat
Marek Tadeusz Kondrat (nacido el 18 de octubre de 1950 en Cracovia) es un actor de cine, teatro y televisión de Polonia.
El padre de Marek Kondrat, el actor Tadeusz Kondrat (1908-1994), la madre Olga Kondrat (de soltera Luch) (1912-1992).
Su tío, Józef Kondrat (1902-1974), era actor.
Empezó su carrera en 1961. En 1972 terminó estudios en la Universidad Nacional de Teatro en Varsovia, donde, años después, trabajó como profesor.
El 5 de marzo de 2007 terminó su carrera como actor y se dedicó a su pasión, vinos.